# Julián Guillermo Rojas
Julián Guillermo Rojas (Bogotá, 28 de febrero de 1990) es un futbolista colombiano. Juega de mediocampista.

## Trayectoria
Julián Guillermo debutó profesionalmente en el ya desaparecido Academia Compensar de Bogotá con apenas 17 años siendo compañero de otros jugadores jóvenes como Óscar Guerrero y Ricardo Laborde. Su bien nivel lo llevó a las selecciones Colombia juveniles y fue allí cuando el Cúcuta Deportivo al mando de Jorge Luis Pinto compra sus derechos deportivos, con el equipo 'motilon' estuvo 1 año.
El día 14 de julio del 2009 cuando por recomendación de su amigo James Rodríguez llega al Club Atlético Banfield, su vinculación al club se dio en una cesión a 2 años con opción de compra. Con el 'Taladro' logró ser campeón aunque su debut se dio 8 meses después a inicios del 2010. En total disputaría 25 partidos (24 en primera división y 1 por copa Argentina donde logró anotar su único gol, se desvinculó del club el 14 de julio de 2012 luego de 3 años defendió sus colores.

## Selección Bogotá
Julián Guillermo fue el capitán de la selección Bogotá infantil 2003, pre-juvenil 2004, dirigida por Juanito Moreno. 
Campeón nacional con la selección de Bogotá en el estadio es Campin de Bogotá contra la selección valle.  Gracias a su buen desempeñó en el campeonato nacional de clubes en su primer club amateur academia compensar fue seleccionado para participar por la ciudad de Bogotá.
Posteriormente, su excelente condición técnica le abrió las puertas para el seleccionado nacional donde defendió la camiseta de la Selección Colombia sub-15, sub-17 y sub-20 entre el año 2005 y 2009.

## Selección Colombia
Con la Selección de fútbol de Colombia Julián Guillermo hizo parte del microciclo previo de la Selección Sub-20, dirigida por Eduardo Lara. Gracias a ello, hizo parte del equipo que jugó en el Campeonato Sudamericano Sub-20 de 2009.
En su paso por estas Selecciones fue compañero de jugadores como Jaiber Cardona, Camilo Vargas, Ricardo Chará, Álex Díaz, Hernan Pertúz, Elvis Perlaza, Yamith Cuesta, Elkin Blanco, Sherman Cardenas, Javier Reina, Leonardo Castro, Santiago Tréllez, Miguel Julio, James Rodríguez entre otros jugadores que lograron llegar al fútbol profesional. Siendo dirigido por Jorge "Chamo" Serna, Harold Rivera Roa, Piscis Restrepo y Eduardo Lara.
Estadísticas Selección Colombia
| Selección                 | Año                      | PJ (G) |
| ------------------------- | ------------------------ | ------ |
| Selección Colombia Sub-15 | 2005                     | 4 (0)  |
| Selección Colombia Sub-17 | 2007                     | 12 (0) |
| Selección Colombia Sub-20 | 2009                     | 4 (0)  |
| Total Selección Colombia  | Total Selección Colombia | 20 (0) |

## Clubes
| Club                   | País      | Año         | Partidos | Goles |
| ---------------------- | --------- | ----------- | -------- | ----- |
| Academia               | Colombia  | 2007 - 2008 | 20       | 0     |
| Cúcuta Deportivo       | Colombia  | 2008 - 2009 | ?        | ?     |
| Banfield               | Argentina | 2009 - 2012 | 25       | 1     |
| Independiente Medellín | Colombia  | 2012 - 2013 | 33       | 1     |
| Santa Fe               | Colombia  | 2013 - 2014 | 18       | 0     |
| Independiente Medellín | Colombia  | 2014 - 2015 | 24       | 0     |
| Deportivo Pasto        | Colombia  | 2015 - 2016 | 32       | 2     |
| Once Caldas            | Colombia  | 2017        | 23       | 0     |
| Deportivo Pasto        | Colombia  | 2018        | 21       | 0     |